# Саакдухт
Саакдухт (Саакдухт Сюнеци) (точные даты рождения и смерти неизвестны) — армянская поэтесса VIII века. Первая известная истории женщина-поэт в армянской литературе. Дочь высокопоставленного церковнослужителя Двинского католикосата Саака, сестра Степаноса Сюнеци. Согласно Степаносу Орбеляну, Саакдухт вела отшельническую жизнь вблизи Гарни, где и скончалась. Саакдухт занималась поэзией и музыкой, имела учеников, которым преподавала, сидя за занавесом. Степанос Орбелян упоминает одно из её стихотворений (акростих), посвященный Богоматери. Текст произведения был обнаружен и издан епископом, филологом Н. Цовакан. Первые буквы стихотворения образуют имя его автора — Саакдухт. Её сочинения оказали влияние на творчество авторов последующих веков.